# N633 (België)
De N633 is een gewestweg in de Belgische provincie Luik. De weg verbindt de N617 in de stad Luik met de N68 bij Trois-Ponts. De route heeft een lengte van ongeveer 63 kilometer. De weg volgt een gedeelte van de vallei van de Ourthe samen met spoorlijn 43 en vanaf Comblain-au-Pont de Amblève samen met de spoorlijn 42.

## Plaatsen langs de N633
- Luik
- Angleur
- Tilff
- Méry
- Esneux
- Poulseur
- Chanxhe
- Pont de Scay
- Martinrive
- Aywaille
- Remouchamps
- Noncèveux
- Targnon
- Stoumont
- La Gleize
- Roanne-Coo
- Petit-Coo
- Trois-Ponts

## N633-varianten
Om het drukke verkeer in goede banen te leiden zijn er rond de N633 verschillende infrastructurele verbindingsstukken en bypasses aangelegd die ieder een eigen nummer hebben gekregen. Deze nummers zijn niet op de weg zelf zichtbaar, hooguit via kilometerbordjes.

### N633a
De N633a is een aftakking van de N633 in Angleur. De 250 meter lange route gaat vanaf de rotonde met de N633 over de Quai des Vennes en passeert daarbij het Ourthekanaal.

### N633b
De N633b is een aftakking van de N633 bij Petit-Coo naar het onderste bekken van de waterkrachtcentrale van Coo-Trois-Ponts. De route heeft een lengte van ongeveer 100 meter.

### N633c
De N633c is een verbindingsweg bij de plaats Embourg. De weg verbindt de N633 via de A26 E25 met de N30 en heeft daarbij een lengte van ongeveer 1,6 kilometer. De route heeft eerder de N609 geheten.

### N633d
De N633d is een verbindingsweg tussen de N633 en de A26 E25 bij Remouchamps. De route heeft een lengte van ongeveer 1,7 kilometer. De weg had eerder het wegnummer N662.

### N633z
De N633z is een onderdeel van de N633 bij Angleur. De route vormt de brug over de rivier Ourthe en heeft een lengte van ongeveer 200 meter.